# Eamonn Toal
Eamonn Toal (né à Castleblayney)  est un chanteur irlandais. Il est le représentant de l'Irlande au Concours Eurovision de la chanson 2000 avec Millennium of Love.

## Biographie
Décidé à avoir une carrière musicale en 1990, Toal part à Londres pendant deux ans puis s'installe dans le comté de Meath en 1995. Il va à la Bel Canto School à Dublin. Il collabore avec des artistes irlandais, telles que Frank McNamara et Shay Healy. Il est un choriste d'Eddie Friel, le représentant de l'Irlande au Concours Eurovision de la chanson 1995. Il devient le représentant de l'Irlande au Concours Eurovision de la chanson 2000 à la suite d'un télévote entre huit participants sélectionnés.
La chanson Millennium of Love obtient 92 points et finit à la 6e place sur vingt-quatre participants.
En tant que soliste ou avec The Eamonn Toal Band, il continue de faire de la musique pour des mariages, des dîners et des galas.